# Karyorelictea
Karyorelictea is een klasse van trilhaardiertjes. Karyorelictea is een van de twee klassen in de onderstam Postciliodesmatophora de andere is Heterotrichea. De klasse omvat drie ordes en twee geslachten waarvan de classificatie nog niet duidelijk is (Incertae sedis).

## Ordes
- Protostomatida (Small & Lynn, 1985)
- Loxodida (Jankowski, 1980)
- Protoheterotrichida (Nouzarède, 1977)

## Incertae sedis
- Ciliofaurea (Dragesco, 1960)
- Corlissia (Dragesco, 1960)